# Polytrichadelphus rubescens
Polytrichadelphus rubescens är en bladmossart som beskrevs av G. L. Smith 1969. Polytrichadelphus rubescens ingår i släktet Polytrichadelphus och familjen Polytrichaceae. Inga underarter finns listade i Catalogue of Life.